# Music (311)
Music è il primo album in studio del gruppo musicale statunitense di genere alternative rock dei 311, pubblicato nel 1993.

## Tracce
1. Welcome – 2:55
2. Freak Out – 3:43
3. Visit – 3:40
4. Paradise – 5:03
5. Unity – 3:26
6. Hydroponic – 3:53
7. My Stoney Baby – 3:44
8. Nix Hex – 4:08
9. Plain – 2:58
10. Feels So Good – 3:22
11. Do You Right – 4:17
12. Fat Chance – 5:04

## Formazione
- Nick Hexum - voce, chitarra
- SA Martinez - voce, giradischi
- Chad Sexton - batteria
- Tim Mahoney - chitarra
- Aaron Wills - basso